# Albina Achatova
Albina Chamitovna Achatova (ryska: Альбина Хамитовна Ахатова), född 13 november 1976 i Vologda oblast, är en rysk skidskytt som har tävlat i världscupen sedan 1997/98.

## Olympiska meriter
Achatova har deltagit vid tre olympiska spel. Vid Olympiska vinterspelen 1998 blev hon silvermedaljör i stafett. Vidare blev hon sjua i distanstävlingen. Fyra år senare vid Olympiska vinterspelen 2002 blev hon åter medaljör i stafett, denna gång slutade det ryska laget på tredje plats. 
Vid Olympiska vinterspelen 2006 i Turin hade hon stora framgångar. Hon blev bronsmedaljör både på distansloppet och i jaktstarten. Dessutom blev hon fyra i sprinten. Vidare ingick hon i det ryska stafettlaget som vann guld.

## Meriter vid världsmästerskapen
Totalt har Achatova deltagit vid åtta världsmästerskap och vunnit fem individuella medaljer. Bäst gick det vid VM 2003 där hon vann guld i masstarten. Vidare har hon vunnit två silver och två brons. Dessutom har som hon del av ryska stafettlag vunnit två guldmedaljer och två silver. 

## Meriter i världscupen
I världscupen har hon en seger förutom VM-guldet och det var i masstart från 2002/2003 från Anterselva. Hon blev även tvåa i den totala världscupen under 2002/2003. 

## Dopning
Achatova blev i februari 2009 avstängd från allt tävlande efter ett positivt dopningstest.